# ヘンリエッタ・ラックス

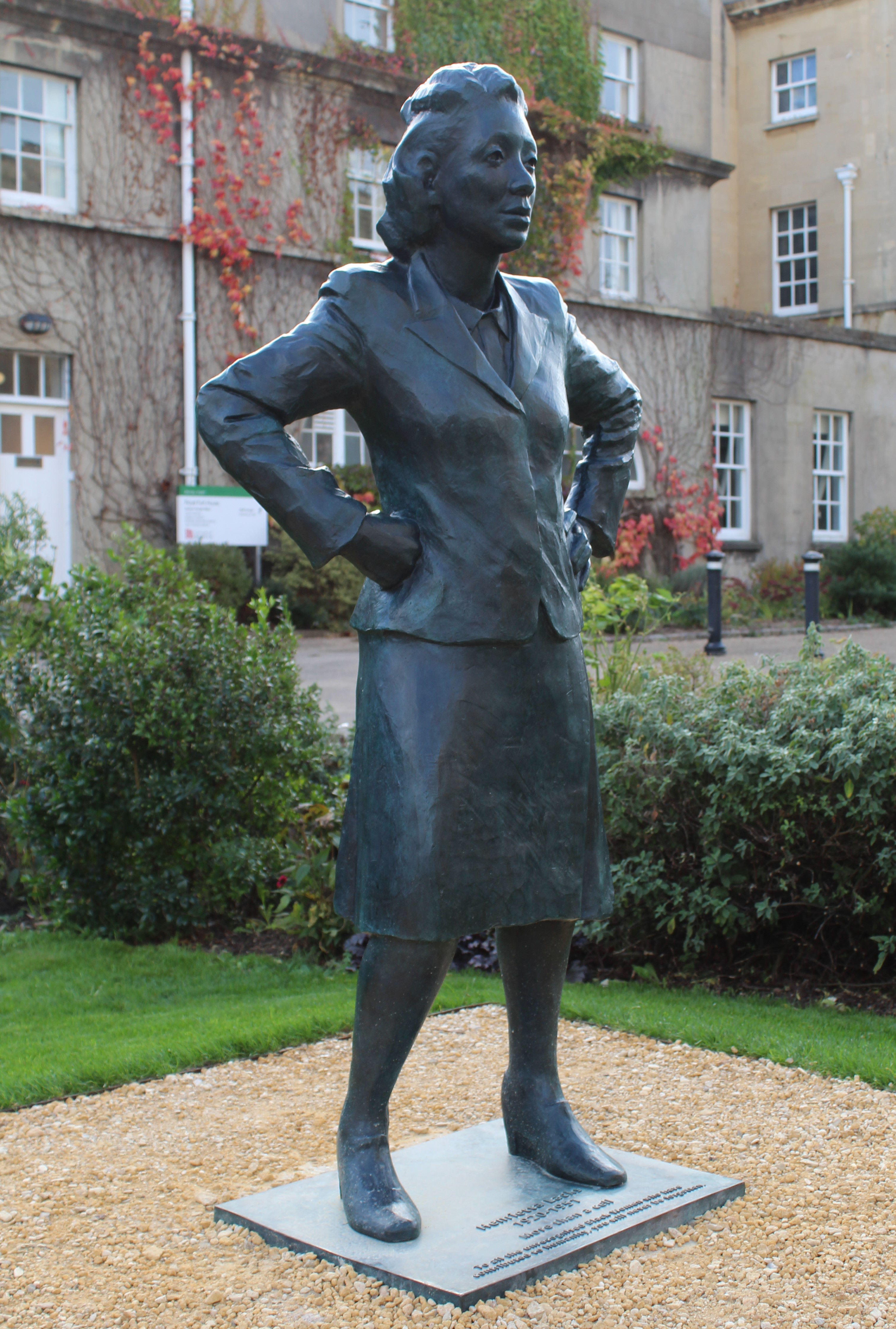
ヘンリエッタ ラックスの銅像。像は2021年10月に除幕。

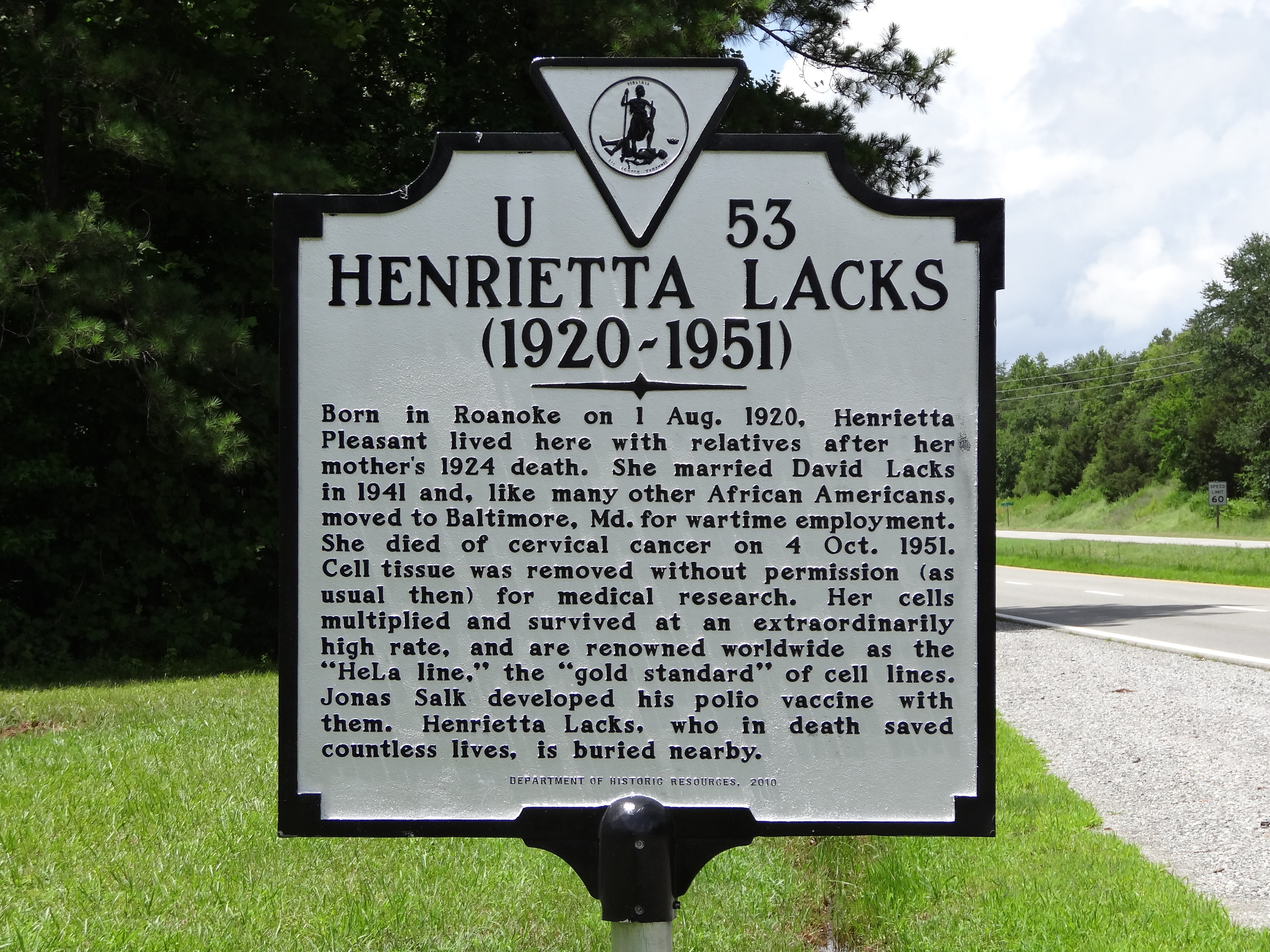
バージニア州にあるヘンリエッタ・ラックスの記念碑

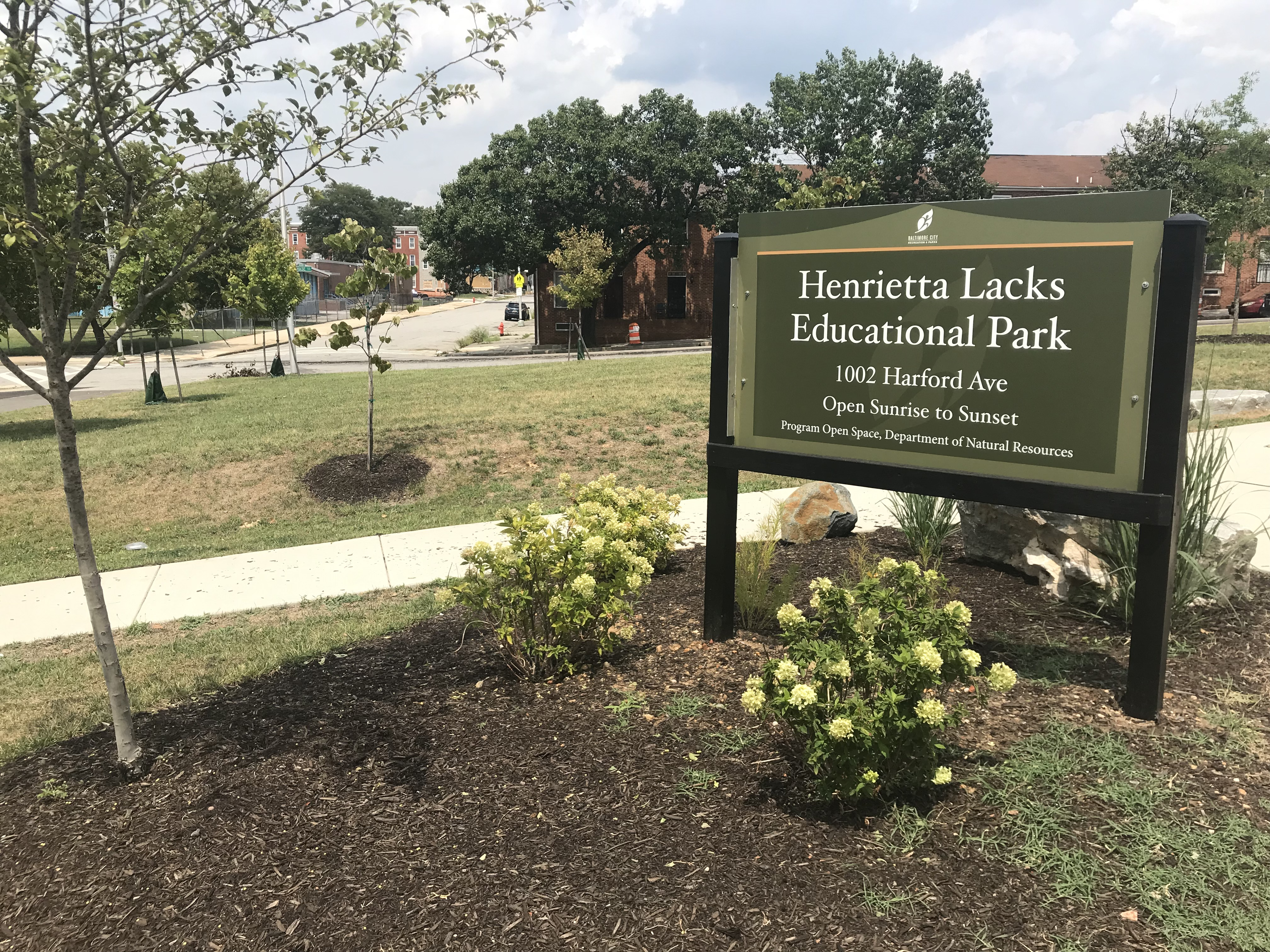
メリーランド州ボルチモアにあるヘンリエッタ・ラックスの名を冠した公園

ヘンリエッタ・ラックス（Henrietta Lacks）の名で知られるヘンリエッタ・リーン・ラックス（Henrietta Leanne Lacks、1920年8月1日 - 1951年10月4日）は、アフリカ系アメリカ人女性で、彼女から無断採取された子宮頸がん細胞が没後も細胞株として世界各地で様々な医学的研究に使われ、のちにHeLa細胞と呼ばれるようになったことで知られる。ジョンズ・ホプキンス大学病院において手術で彼女から切除された癌性腫瘍から取り出された細胞は、同大学の生物学者であるジョージ・オットー・ゲイによって培養され、不死化した細胞株の確立に至った。
これにより、当人の知らないところで、その死後にドナーとして著名になった。本人の同意がない細胞の採取・培養やHeLa細胞ゲノムの一部の公開は、その後に重視されるようになった医療倫理に反するとの批判を受け、アメリカ国立衛生研究所（NIH）がラックス家とゲノム利用について事前承認を得ることなどを定めたルールをつくった。

## 生い立ち
ヘンリエッタ・プレザント (Henrietta Pleasant) として1920年8月1日に、バージニア州ロアノークで、母イライザ（Eliza、1886年 – 1924年）と父ジョン・ランドル・プレザント1世（John Randall Pleasant I、1881年 – 1969年）の間に生まれた。イライザは、1924年に末子を生んだ際に死んでいる。母イライザの死後、妻を亡くした父ジョン・プレザントは、母方の親戚に子どもたちをしばしば預けており、子どもたちはそこで育てられた。ジョンは鉄道員で制動手として働いていた。

## 経歴と死
ヘンリエッタは、実のいとこであったデヴィッド・ラックス1世（David Lacks I、1915年 – 2002年）とバージニア州ハリファックス郡で結婚した。北部で仕事を探しに行くようデヴィッドを説き伏せた彼女は、夫の後から、1943年に子どもたちを連れて北部へ移った。デヴィッドは、メリーランド州スパローズ・ポイントの造船所で仕事を見つけ、現在のメリーランド州ボルチモア郡ダンドークの一部にあたる、当時のターナーズ・ステーションのニュー・ピッツバーグ・アヴェニュー (New Pittsburgh Avenue) に家を構えた。この地区は、当時のボルチモア郡におよそ40ほどあったとされる当時のアフリカ系アメリカ人コミュニティの中でも最も大規模なものの一つでありであり、また最も新しいものの一つでもあった。
ヘンリエッタとデヴィッドの間には5人の子どもが生まれた。末子ジョセフ・ラックス (Joseph Lacks) は、1950年11月にジョンズ・ホプキンズ大学の付属病院であるジョンズ・ホプキンズ病院で生まれたが、それはヘンリエッタが癌と診断される4ヶ月半前のことであった。
『デトロイト・フリー・プレス』紙のマイケル・ロジャース (Michael Rogers)、『ローリング・ストーン』誌、レベッカ・スクルートなどによると、1951年2月1日、ニューヨークでポリオ（急性灰白髄炎）の根絶を求める大行進が行われた数日後、ヘンリエッタ・ラックスはジョンズ・ホプキンズ病院に行き、子宮頸部と膣に痛みを伴う「瘤」が出来ていると訴えた。このとき彼女は子宮頸癌に罹患していたのだが、診察した医師はこの癌を診た経験がなかった。
最初の治療が施される前に、ラックス本人の知らないうちに無断で、研究目的で癌腫から細胞が取り出された。ラックスは、1951年当時の標準治療であったラジウム・チューブの膣への挿入と縫合を施された。数日後、チューブは膣から取り除かれて、ラックスはジョンズ・ホプキンズ病院から退院し、その後はX線治療のために通院するよう指示された。ラックスはX線治療のために通院を始めたが、施術によって放射線で身体を焼かれることになってしまう。容態は悪化し、病院の医師たちはそれが何らかの隠れた性病によるものだと判断して抗生物質を与えた。強い痛みと改善しない容態を抱え、ラックスは再入院を求めて病院へ行ったが、治療と輸血を受けたものの、尿毒症を引き起こして1951年10月4日に31歳で死亡した。その後の部分的な検死によって、癌が体内各所に転移していたことが分かった。ラックスは、墓石もなくラックスタウン（後述）の家族墓地に埋葬された。このため、正確な埋葬の場所は分からなくなっているが、家族はそれが、母イライザの墓から数フィートも離れていない場所であると信じている。
ラックスタウン (Lackstown) は、バージニア州ハリファックス郡クローバーの一部である。ラックスタウンという地名はこの土地を所有してきた家族の名にちなむものでおり、奴隷主であったラックス (Lax) という人物から土地を譲り受けた奴隷たちやその子孫の一族が、ラックス (Lacks) 家と名乗ったことに由来している。ラックスタウンの家族墓地には5つの墓があるが、墓石があるのはヘンリエッタの母イライザ・プレザントだけである。

## 死去後
本人の死後、研究者たちは「（ヘンリエッタから取り出された）細胞が、これまで見たこともないことをしていると気づいた。細胞は生き続け、成長をし続けることができたのである。」『デトロイト・フリー・プレス』紙のマイケル・ロジャース記者によると、ヘンリエッタから取り出されたHeLa細胞は、その後成長し、ジョンズ・ホプキンズ病院がポリオ根絶を求める声に応じる上で、大いに役立つことになった。1954年には、ジョナス・ソークによってポリオ・ワクチンの開発にHeLa細胞が用いられた。
1996年、ジョージア州アトランタのモアハウス大学とアトランタ市長ビル・キャンベルは、ヘンリエッタ・ラックスの家族に対して、物故者顕彰を行った。その後、1997年から、ターナーズ・ステーションの住民たちは、彼女を顕彰する行事を数年にわたって毎年行った。このターナーズ・ステーションにおける、ヘンリエッタ・ラックスとその家族、彼女の科学への貢献に対する最初の顕彰行事が行われた直後、米国議会下院では、当時のメリーランド州選出下院議員だったロバート・アーリックの提案によって、ヘンリエッタ・ラックスの栄誉を称える決議が採択された。
1997年、アダム・カーティス監督による、ヘンリエッタ・ラックスとHeLa細胞を取り上げたドキュメンタリー『Modern Times: The Way of All Flesh』が、サンフランシスコ国際映画祭で最優秀科学・自然ドキュメンタリー賞を受賞した。1997年にこれがテレビ放映されると、『ボルティモア・サン』紙のジャックス・ケリー記者によって、HeLa細胞や、ラックスとその家族に関する記事が、公刊された。1950年代以来、ラックスとHeLa細胞に関するニュースは、世界中の新聞、雑誌、学術誌、書籍、その他の学術出版物で取り上げられてきたが、ボルチモア市とボルチモア郡では、1990年代に至って地元紙『Dundalk Eagle』がラックスについて最初に記事に取り上げ、その後も地元における顕彰事業を継続的に報じてきた。ラックス家はスミソニアン博物館からも顕彰されている。全米がん研究財団は、2001年7月18日にプレスリリースを出して、同年9月14日に、「癌研究と現代医学への貢献に対し、故ヘンリエッタ・ラックスさんを」顕彰する旨の発表をした。しかし、2001年9月11日に起きたアメリカ同時多発テロ事件の影響で、式典の日程は変更された。
ヘンリエッタ・ラックスについての書籍『The Immortal Life of Henrietta Lacks』を書いたレベッカ・スクルートは、ヘンリエッタの細胞が取り出された生体組織検査（バイオプシー）の後、家族に起きたことの影響についても記録している。夫デヴィッド・ラックスは、ヘンリエッタの死後、ほとんど何も事情を知らされなかった。人種差別的な南部の土壌もあって疑惑が取りざたされ、そこには階級や教育の問題も絡んでいた。科学界においてHeLa細胞は科学の前進を主導するヒトの細胞組織として見られていたが、ヘンリエッタは死後も、家族にとっては妻であり、姉妹であり、母であった。当初、ラックス家の人々は、ヘンリエッタに由来する細胞株の存在については何も知らされていなかった。その存在が明らかになったとき、家族はなぜこのようなことが起きたのか困惑し、また、HeLa細胞の存在が彼らの母親の死と不死にどう関わるのかについて不安をもった。HeLa細胞をめぐっては、倫理上の論争が生じたが、ラックス家は医師たちが無断で細胞組織を取り出したことに対して、また、HeLa細胞を他の研究者へ分け与えたり、細胞株を売買したりしたことに対して、怒りを高じさせることになった。